# Terence Neilson
Terence Neilson (conocido como Terry Neilson; Toronto, 2 de noviembre de 1958) es un deportista canadiense que compitió en vela en las clases Laser y Finn.
Participó en los Juegos Olímpicos de Los Ángeles 1984, obteniendo una medalla de bronce en la clase Finn. Ganó una medalla de oro en el Campeonato Mundial de Laser de 1982 y una medalla de plata en el Campeonato Mundial de Finn de 1984.

## Palmarés internacional
| Juegos Olímpicos   | Juegos Olímpicos             | Juegos Olímpicos  | Juegos Olímpicos |
| Año                | Lugar                        | Medalla           | Clase            |
| ------------------ | ---------------------------- | ----------------- | ---------------- |
| 1984               | Los Ángeles (Estados Unidos) | Medalla de bronce | Finn             |
| Campeonato Mundial |                              |                   |                  |
| Año                | Lugar                        | Medalla           | Clase            |
| 1984               | Anzio (Italia)               | Medalla de plata  | Finn             |

| Campeonato Mundial | Campeonato Mundial   | Campeonato Mundial | Campeonato Mundial |
| Año                | Lugar                | Medalla            | Clase              |
| ------------------ | -------------------- | ------------------ | ------------------ |
| 1982               | Porto Cervo (Italia) | Medalla de oro     | Laser              |